# Kadgamdoddi, Raichur
Kadgamdoddi là một làng thuộc tehsil Raichur, huyện Raichur, bang Karnataka, Ấn Độ.